# Биксјер сир Арс
Биксјер сир Арс (фр. Buxières-sur-Arce) насеље је и општина у североисточној Француској у региону Шампањ-Арден, у департману Об која припада префектури Троа.
По подацима из 2011. године у општини је живело 149 становника, а густина насељености је износила 14,29 становника/km². Општина се простире на површини од 10,43 km². Налази се на средњој надморској висини од 182 метара.

## Демографија
| 1962. | 1968. | 1975. | 1982. | 1990. | 1999. | 2011. |
| ----- | ----- | ----- | ----- | ----- | ----- | ----- |
| 128   | 136   | 137   | 138   | 139   | 149   | 149   |

График промене броја становника у току последњих година